# Краново
 Тази статия е за селото в България.  За обезлюденото село в Гърция вижте Краново (Драмско).  
Краново е село в Североизточна България. То се намира в община Кайнарджа, област Силистра.

## География
До селото е протичала р. Суха. По сведения от местните жители, по-рано реката дори е била плавателна. Недалеч от село Голеш е имало старо пристанище. Халките, на които са акостирали плавателните съдове, са все още запазени.

## История
По сведения на местните жители, селото се е образувало около 1772 година. След като Османската империя се опитва да ислямизира българското население в Тракия — село Гарваново, и други около Хасково, българите решават да се преселят извън границите на Османската империя. Така няколко рода, един от които е Желковият, достигат до един извор в земите на днешното село Краново. По онова време цялата местност е била обгърната от брястова гора. Благоприятните условия и наличието на строителни материали спомагат бързото развитие на селото.

## Културни и природни забележителности
- Желковата пещера

## Редовни събития
Сборът на село Краново е на 1 ноември.